# معتمدية توزر
معتمدية توزر إحدى معتمديات الجمهورية التونسية، تابعة لولاية توزر.

### مواضيع ذات علاقة
- ولاية توزر.